# Twardy Upłaz (Ciemniak)

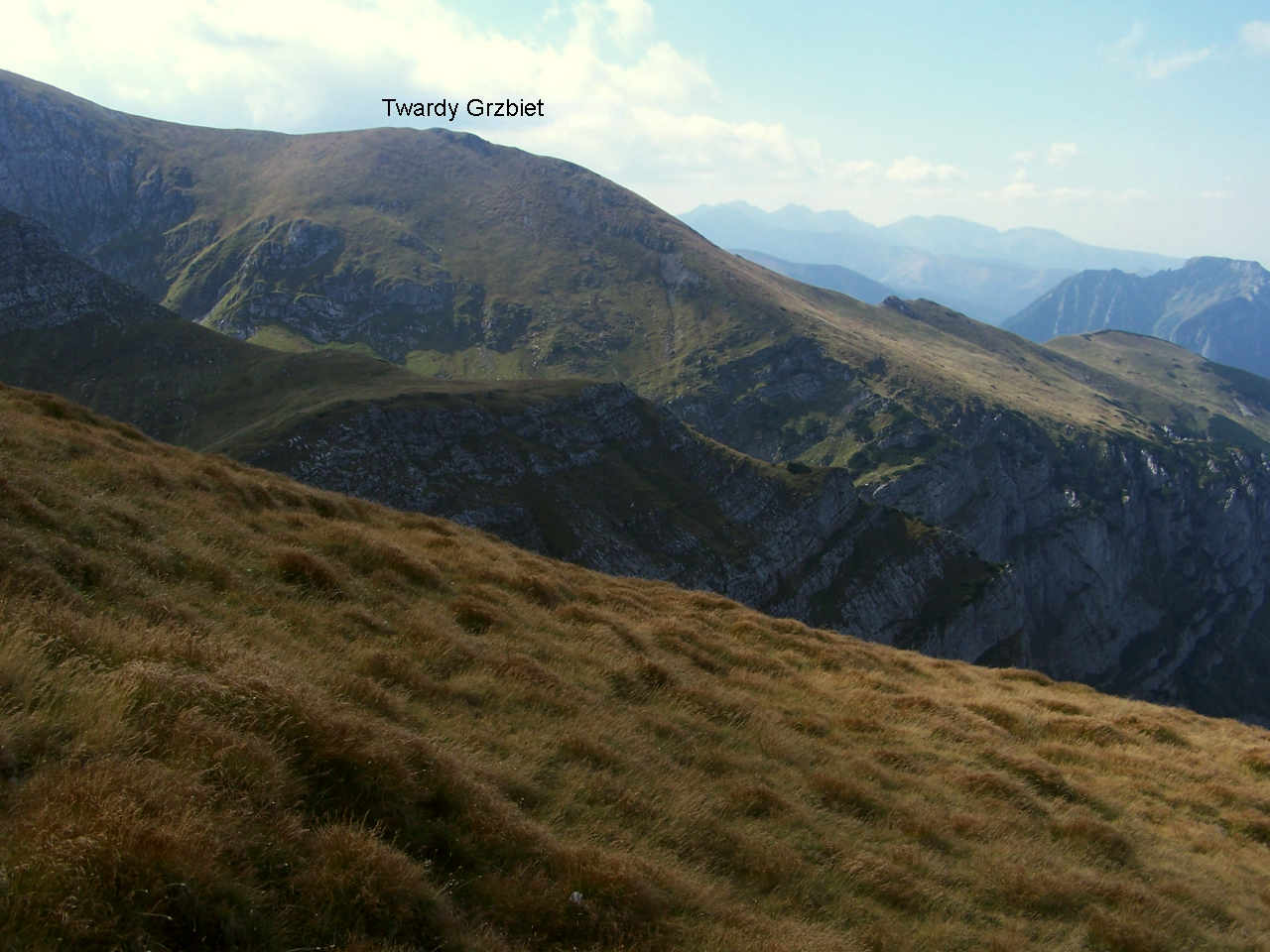
Twardy Upłaz z prawej strony Twardej Kopy, poniżej

Twardy Upłaz – część stoków Twardego Grzbietu w polskich Tatrach Zachodnich (w północno-zachodniej grani Ciemniaka). Jest to trawiasty, dość stromy stok opadający po północno-wschodniej stronie Twardej Kopy do środkowej części Doliny Mułowej. Położony jest na wysokości około 1900–2020 m.
Nazwa jest ludowego pochodzenia, nadali ją pasterze. Dawniej bowiem tereny te aż po szczyt Ciemniaka były wypasane (należały do Hali Upłaz). Zauważono, że w tej części grzbietu Ciemniaka roślinność jest uboższa, a gleba pokryta twardymi (granitowymi) kamieniami, podczas gdy w całym niemal grzbiecie występują miękkie skały wapienne. Później od nazwy tej utworzono nazwy innych obiektów w tej okolicy: Twardy Grzbiet, Twarda Kopa, Twarda Galeria, Twarda Ściana, Twarde Spady. Dość często nazwa Twardy Upłaz jest utożsamiana z Twardym Grzbietem. Znajduje się tu kilka jaskiń, m.in. Jaskinia w Szerokiem.
Z rzadkich w Polsce gatunków roślin na Twardym Upłazie znaleziono stanowiska ukwapu karpackiego, potrostka alpejskiego i ostrołódki karpackiej – gatunków w Polsce występujących tylko w Tatrach i to na nielicznych stanowiskach.